# 大村病院
大村病院（おおむらびょういん）は、兵庫県三木市にある、主に精神的な症状のある患者を診察する病院。正式名称は医療法人樹光会 大村病院である。

## 沿革
- 1964年7月7日 - 開院。
- 1965年 - 男子開放病棟22床増、独立作業棟増設。
- 1967年 - 第2病棟完成（116床増設）、歯科を併設。
- 1970年 - 第3病棟第1期分完成（62床増床）。
- 1977年 - 第3病棟第2期分完成（76床増床）。
- 1980年 - 第5病棟完成（100床増床）。
- 1982年 - 第3病棟1階に2床増床。
- 1984年 - 第3病棟2・3階にデイルーム増設、4床増床。
- 1994年 - 新管理棟新築工事完成、薬剤管理指導施設認可。
- 1996年 - 作業療法談話室 (名称 juju) 竣工、作業療法棟新築工事竣工。
- 1999年 - 精神障害者グループホーム(名称 ひかり) 竣工、精神障害者社会復帰施設援護寮(名称 こもれび) 竣工、近代化施設整備事業 西病棟（102床）竣工。
- 2001年 - 近代化施設整備事業東病棟(104床) 竣工。
- 2002年 - 訪問介護(名称 あぷい)開設。
- 2003年 - 精神科デイケア棟竣工。
- 2004年 - 訪問看護ステーション(名称 あぷい)開設、居宅介護支援事業所(名称 あぷい)開設。
- 2006年 - 小野市より障害者相談支援事業受託。
- 2007年 - 三木市より障害者相談支援事業受託。
- 2009年 - 新北病棟竣工。
- 2010年 - 就労継続支援B型事業所竣工。

## 診療科目
- 精神科
- 神経科
- 歯科（入院患者のみ）

## アクセス
- 山陽自動車道 三木小野インターチェンジより車で約5分
- 神戸電鉄粟生線 大村駅より徒歩約2分